# Естерхази (замък)
Замъкът Естерхази (на немски: Schloss Esterházy, на унгарски: Esterházy-kastély) се намира в Айзенщат, столицата на Бургенланд, Австрия, и е символ на града. Той в продължение на над 300 години е притежание на унгарската фамилия Естерхази, а днес – на частния фонд „Естерхази“, основан през първата половина на 1990-те години.
Строителството на замъка започва в края на XIII век, в началото на XVII век замъкът и територията около него преминават в собственост на Естерхази. През 1633 – 1672 г. сградата е престроена в стил барок. От XVIII век интериорът започва да се обновява в стил класицизъм. Замъкът Естерхази, който се намира само на 60 км от Виена, е едно от главните места на творческата изява на Йозеф Хайдн.